# Csuszovoj
Csuszovoj (oroszul: Чусовой) város Oroszország Permi határterületén, a Csuszovoji önkormányzati járás székhelye.
Lakossága: 46 735 fő (a 2010. évi népszámláláskor).

## Fekvése
A Permi határterület keleti részén,  a Középső-Urál nyugati lejtőjénm a Csuszovaja partján terül el, két mellékfolyó: az Uszva és a Vilva torkolata közelében. Vasúti csomópont (Csuszovaja) a Perm–Nyizsnyij Tagil–Jekatyerinburg vasútvonalon; innen indul ki az észak felé tartó, Szolikamszkig megépített vonal. A városon vezet át az Urál nyugati előterének településeit összekötő észak-déli irányú P-343 (R-343) jelű Kungur–Szolikamszk országút.

## Története
A 16. századi Kamaszino falu kikötője közelében, a Perm–Jekatyerinburg vasútvonal  Csuszovszkaja állomásának építésekor jött létre 1874-ben. Francia vállalkozók a közeli vasérclelőhelyre alapozva 1879-ben kohászati üzemet alapítottak. 1882-re felépült a gyár, mellette alakult ki a település. 1890-ben megjelent a villanyvilágítás a gyárban és a településen. 1896-ban temploma volt, iskola, kórház, posta, távirda működött. 1926-ban városi jellegű település lett, 1933-ban kapott városi rangot.
Az 1918-ban államosított kohászati üzemben a faszenet az 1930-as években váltotta fel a koksz. „A Szovjetunióban először ebben az üzemben kezdték meg a titántartalmú kuszai és pervouralszki lelőhelyekről származó vasérc nagyüzemi kohósítását. Ebből vanádium- és titántartalmú nyersvasat olvasztanak.” Vanádium kinyerésére 1936-ban FeV-gyártó gyáregység kezdte meg a termelést. A világháború idején Ukrajnából szakembereket, kohászati berendezéseket evakuáltak az uráli üzemekbe, így Csuszovojba is. Miután 1964-ben elkészült a folyón a közúti híd, a kohászattól és a vasúttól távolabb eső bal parti területen elkezdődött a város terjeszkedése, ahol több lakónegyedet (mikrorajont) építettek.

## Gazdasága
A teljes ciklusú kohászati üzem a város gazdaságának alapja, de több szempontból elavult. A gyár vezérigazgatója 2013 közepén bejelentette egy sor termelőegység leállítását és leszerelését, valamint korszerű elektroacél- és csőgyártó komplexum építését és három évvel későbbi beindítását. 2014 tavaszán végleg leállították a Martin-kemencéket, beszüntették az elavult technológiájú acélgyártást. Folyamatban volt az egyik nagyolvasztó leszerelése is. 2015 elején azonban a rubel gyors árfolyamesése miatt a munkát leállították.
A gazdasági szerkezet fontos része a vasút (vasútállomás, mozdonydepó, karbantartó- és javítóműhelyek, szolgáltatások). A déli külvárosnak számító Ljamino település nagy fafeldolgozó kombinátja 2011-ben megszűnt.

## Kultúra
A helytörténeti múzeum 1967-ben alakult meg és egy lakásban kapott helyet. 1975-ben az intézmény a kohászati üzemé lett, akkor már saját helyiséget és kiállítási vitrineket is kapott. Az üzem válságos anyagi helyzete idején, 1994-ben az intézmény önkormányzati tulajdonba került. Komolyabb szakmai munka lényegében a 21. század első éveiben kezdődött.
A városhoz tartozó Kucsino faluban, egy volt láger helyén alakították ki és nyitották meg 1992-ben a politikai okokból elítéltek múzeumát (Perm-36). A láger 1946-tól 1988-ig állt fenn. 1972-től ide irányították a „különösen veszélyes államellenes tevékenységért” elítélteket. Itt tartották fogva többek között Vlagyimir Bukovszkijt, Natan Scsaranszkijt, Szergej Kovaljovot is.